# جمعية كشافة مقدونيا
جمعية كشافة مقدونيا هي المنظمة الكشفية الوطنية في مقدونيا، أصبحت عضوا في المنظمة العالمية للحركة الكشفية في عام 1997. و تعتبر الجمعية مختلطة ولديها 1988 عضوا اعتبارا من عام 2008.

## روابط خارجية
- جمعية كشافة مقدونيا